# Honda Hitomi
Honda Hitomi (本田 仁美 (Bản Điền Nhân Mĩ)  sinh ngày 6 tháng 10 năm 2001) là một ca sĩ người Nhật Bản. Cô là cựu thành viên nhóm nhạc thần tượng Nhật Bản AKB48, đồng thời cũng từng là cựu thành viên nhóm nhạc dự án Hàn - Nhật IZ*ONE. Ngày 16 tháng 10 năm 2024, cô ra mắt trong nhóm nhạc nữ Say My Name trực thuộc iNKODE với vai trò là trưởng nhóm.

## Tiểu Sử
Honda Hitomi sinh ngày 06 tháng 10 năm 2001 tại thành phố Utsunomiya, tỉnh Tochigi, Nhật Bản. Theo lời mẹ thì khi còn nhỏ cô là một đứa trẻ mạnh mẽ và không bao giờ khóc. Ngay từ khi còn học tiểu học cô đã tham gia vào đội nhảy cổ động của trường. Cô còn tham gia vào các hoạt động của một kênh truyền hình dành cho học sinh nhằm quảng bá về quê hương mình.

## Sự nghiệp

### 2014 - 2017: Gia nhập AKB48, hoạt động trong Team 8/Team B

#### 2014
- Ngày 3/4 gia nhập nhóm nhạc nữ AKB48 với tư cách là thành viên đại diện tỉnh Tochigi của Team 8[3]
- Ngày 10-11/5 tham gia buổi trình diễn của Team 8 tại tỉnh Kumamoto
- Ngày 14-15/6 tham gia buổi trình diễn của Team 8 tại tỉnh Sapporo
- Ngày 5-6/7 tham gia buổi trình diễn của Team 8 tại tỉnh Okinawa
- Ngày 12-13/7 giữ vị trí center trong buổi trình diễn của Team 8 tại tỉnh Gunma
- Ngày 26-27/7 giữ vị trí center trong buổi trình diễn của Team 8 tại tỉnh Aichi
- Ngày 29/7, Honda Hitomi là 1 trong số 16 thành viên Team 8 được lựa chọn để biểu diễn ca khúc 47 no Suteki na Machi e trên chương trình AKBingo!
- Ngày 2-3/8 giữ vị trí center trong buổi trình diễn của Team 8 tại tỉnh Niigata
- Ngày 6/8 tham gia trình diễn tại stage đầu tiên của Team 8 - Party ga Hajimaru yo
- Ngày 18/8, Honda Hitomi là 1 trong số 16 thành viên Team 8 được lựa chọn để biểu diễn ca khúc 10nen Zakura vào ngày đầu tiên của AKB48 Concert tại Tokyo Dome. Các thành viên được lựa chọn thông qua một buổi tuyển chọn đặc biệt trên Nemousu TV Mùa 16
- Ngày 11/10 tham gia buổi trình diễn của Team 8 tại tỉnh Ibaraki
- Ngày 25/10 tham gia sân khấu Tạ ơn trong buổi trình diễn của Team 8 tại tỉnh Aichi
- Ngày 8-9/11 tham gia buổi trình diễn của Team 8 tại tỉnh Ibaraki
- Ngày 11/11 và 25/11, Honda Hitomi là 1 trong số 16 thành viên Team 8 được lựa chọn để trình diễn loạt ca khúc nối tiếp medley trên AKB48 SHOW!

#### 2015
- Ngày 16/8 tham gia trình diễn tại sân khấu kết màn stage Party ga Hajimaru yo
- Ngày 5/9 tham gia trình diễn ca khúc Shonichi tại stage thứ 2 của Team 8 - Aitakatta

#### 2017

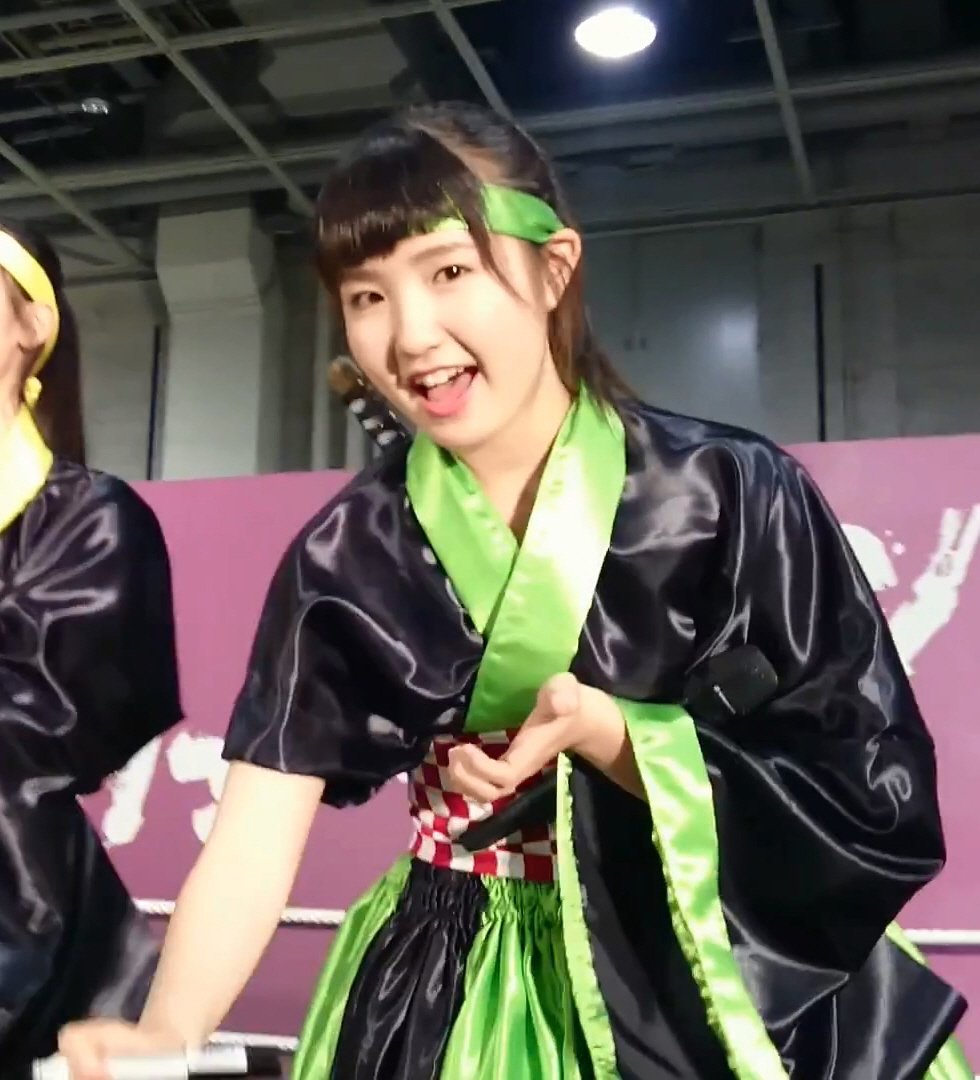
Honda Hitomi vào năm 2017

- Honda Hitomi vào năm 2017Từ ngày 8/12, Honda Hitomi trở thành thành viên kiêm nhiệm Team B trong AKB48

#### 2018
- Ngày 6/5 trong cuộc Tổng tuyển cử lần thứ 10 và kỷ niệm đĩa đơn thứ 53 của AKB48, Honda Hitomi xếp thứ 82. Cô xuất hiện trong bài hát Nami ga Tsutaeru Mono thuộc đĩa đơn Sentimental Train của AKB48

### 2018 - 2021: Cơ hội đến vớiK-pop, tham gia Produce 48, trở thành thành viên IZ*ONE

#### 2018
- Tháng 5, Lúc này khi đang cân nhắc đến chuyện tốt nghiệp AKB48 thì Honda Hitomi có cơ hội tham gia chương trình truyền hình thực tế sống còn hợp tác giữa Nhật Bản và Hàn Quốc Produce 48, nhằm tuyển chọn thành viên nhóm nhạc nữ IZ*ONE[2].
- Ngày 31/8 trong đêm chung kết chương trình Produce 48, Honda Hitomi đạt hạng 9, chính thức trở thành thành viên của nhóm nhạc IZ*ONE mang màu sắc hai quốc gia.[4][5][6][7][8]
- Ngày 21/10, Honda Hitomi tham dự buổi handshake cuối cùng và sau đó tạm dừng mọi hoạt động cùng với AKB48
- Ngày 26/10 Honda Hitomi lần đầu xuất hiện trong dàn senbatsu cho single thứ 54 của AKB48 với MV No Way Man
- Ngày 29/10, Honda Hitomi ra mắt cùng IZ*ONE qua buổi SHOW-CON tại Hàn với single đầu tay COLOR*IZ, màu sắc chính thức là màu đào

#### 2019
- Ngày 6/2, Honda Hitomi ra mắt cùng IZ*ONE qua buổi SHOW-CON tại Nhật với single đầu tay Suki to Iwasetai.
- Ngày 1/4 Honda Hitomi cùng IZ*ONE comeback với mini album thứ hai mang tên [ HEART*IZ ]
- Ngày 13/6 Honda Hitomi comeback cùng IZ*ONE với single thứ hai mang tên [ Buenos Aires ]
- Ngày 13/9 Honda Hitomi comeback cùng IZ*ONE với single thứ ba mang tên [ VAMPIRE ]

2020
- Ngày 17/2 Honda Hitomi comeback cùng IZ*ONE với full album đầu tiên trong sự nghiệp mang tên [ BLOOM*IZ ]
- Ngày 16/6 Honda Hitomi comeback cùng IZ*ONE với mini album thứ ba mang tên [ Oneiric Diary ]
- Ngày 7/12 Honda Hitomi comeback cùng IZ*ONE với mini album thứ tư mang tên [  One Reeler ]

2021
- Ngày 29/4 IZ*ONE chính thức tan rã Honda Hitomi trở về nước tiếp tục hoạt động cùng AKB48
- Ngày 25/3 Honda Hitomi tham gia buổi biểu diễn của AKB48 tại tỉnh Kanagawa sau 2 năm 6 tháng hoạt động tại Hàn
- Ngày 20/8 Honda Hitomi thi TOPIK ll (trình độ tiếng Hàn) đạt 215/300 điểm
- Ngày 31/8 Honda Hitomi góp mặt trong MV Nemo Hamo Rumor nằm trong single thứ 58 của AKB48

### 2022-2023: Quay trở lại AKB48 và tốt nghiệp
2022
- Ngày 20/4 Honda Hitomi trở thành Center cho single 59th của AKB48 mang tên Moto Kare Desu

2023
- Ngày 30/8, cô thông báo tốt nghiệp AKB48[9] Theo đó, cô sẽ có buổi diễn tốt nghiệp vào ngày 26 tháng 1 năm 2024 tại Pacifico Yokohama, và tổ chức buổi biểu diễn trực tiếp tốt nghiệp của mình tại Nhà hát AKB48 vào ngày 28 tháng 1 năm 2024.[10]

### 2024-nay: Tái ra mắt tại Hàn Quốc với SAY MY NAME
- Ngày 13/9/2024, kênh YouTube chính thức của nhóm nhạc SAY MY NAME trực thuộc công ty giải trí iNKODE (do Kim Jae Joong sáng lập và điều hành) đăng video giới thiệu Hitomi sẽ trở thành thành viên cuối cùng trong đội hình 7 người của nhóm [11]. Như vậy, Hitomi sẽ quay trở lại KPop và tái ra mắt cùng 6 thành viên trong nhóm vào ngày 16 tháng 10 năm 2024. Với mini album thứ nhất 'SAY MY NAME' với bài hát chủ đề là "WaveWay".

## Danh sách đĩa nhạc

### AKB48
| Năm  | Thể loại | No. | Tên đĩa đơn / Album              | Tên bài hát tham gia                   | Side   | Chú thích                                             |
| ---- | -------- | --- | -------------------------------- | -------------------------------------- | ------ | ----------------------------------------------------- |
| 2014 | Đĩa đơn  | 37  | Kokoro no Placard                | 47 no Suteki na Machi e                | B-side | Trình bày bởi Team 8                                  |
| 2014 | Đĩa đơn  | 38  | Kibouteki Refrain                | Seifuku no Hane                        | B-side | Trình bày bởi Team 8                                  |
| 2015 | Album    | 4   | Koko ga Rhodes da, Koko de Tobe! | Henachoko Support                      |        | Trình bày bởi Team 8                                  |
| 2015 | Đĩa đơn  | 39  | Green Flash                      | Aisatsu kara Hajimeyou                 | B-side | Trình bày bởi Team 8                                  |
| 2015 | Đĩa đơn  | 40  | Bokutachi wa Tatakawanai         | Kegarete iru Shinjitsu                 | B-side | Trình bày bởi Team 8 SENBATSU                         |
| 2015 | Album    |     | 0 to 1 no Aida                   | Issho no Aida ni Nannin to Deaerudarou |        | Trình bày bởi Team 8                                  |
| 2015 | Đĩa đơn  | 42  | Kuchibiru ni Be My Baby          | Ama Nojaku Batta                       | B-side | Trình bày bởi Team 8                                  |
| 2016 | Đĩa đơn  | 44  | Tsubasa wa Iranai                | Yume e no Route                        | B-side | Trình bày bởi Team 8                                  |
| 2016 | Đĩa đơn  | 46  | High Tension                     | Hoshizora wo Kimi ni                   | B-side | Trình bày bởi Team 8 EAST                             |
| 2017 | Đĩa đơn  | 50  | 11gatsu no Anklet                | Ikiru Koto ni Nekkyou wo!              | B-side | Trình bày bởi Team 8                                  |
| 2018 | Đĩa đơn  | 52  | Teacher Teacher                  | Atarashii Chime                        | B-side | Trình bày bởi Team 8                                  |
| 2018 | Đĩa đơn  | 53  | Sentimental Train                | Nami ga Tsutaeru Mono                  | B-side |                                                       |
| 2018 | Đĩa đơn  | 54  | No Way Man                       | No Way Man                             | A-side | Single đầu tiên với tư cách thành viên senbatsu AKB48 |

### PRODUCE 48
| Album               | Bài hát |
| ------------------- | --- |
| 30 Girls 6 Concepts | Rollin' Rollin' (Love Position)                                                                                   |
| PRODUCE 48 - FINAL  | - 好きになっちゃうだろう？ - 꿈을 꾸는 동안 / 夢を見ている間 (Korean Version) - 夢を見ている間 (Japanese Version) |